# Saint-Claude-de-Diray
Saint-Claude-de-Diray là một xã thuộc tỉnh Loir-et-Cher miền trung nước Pháp.